# Juniperus deltoides

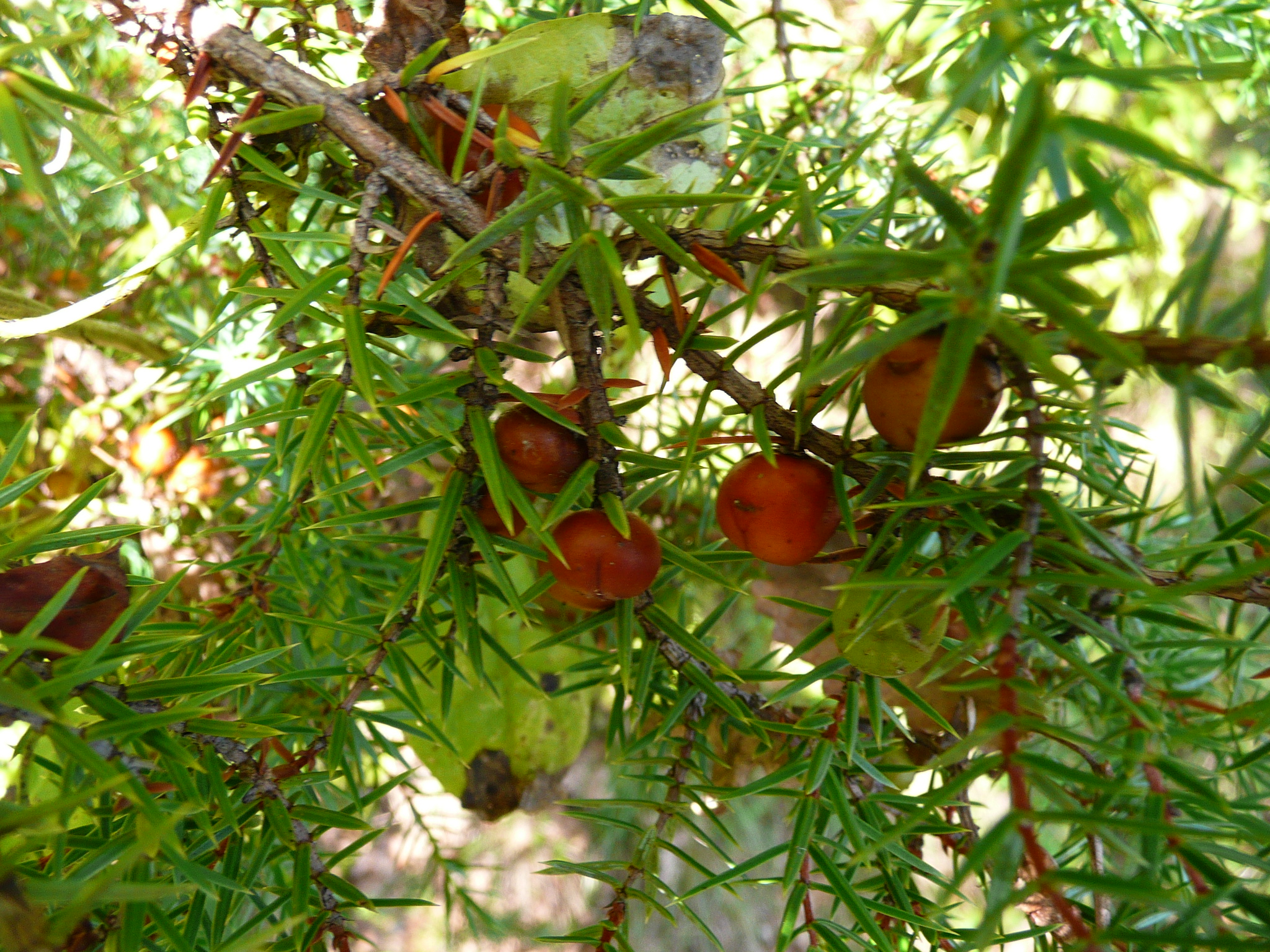
Juniperus deltoides in der italienischen Region Marken – Nadeln und Zapfen

Juniperus deltoides ist eine Pflanzenart der Gattung Wacholder (Juniperus). Sie ist von Italien bis zur Kaukasus-Region beheimatet.

## Beschreibung
Juniperus deltoides bildet Sträucher oder Bäume mit Wuchshöhen von bis zu 12 Meter und oft pyramidenförmige Kronen. Die Blätter sind nadelförmig, 9 bis 17 mm lang, 1,5 bis 2,4 mm breit und haben grünlich-graue Bänder auf der Blattoberfläche, die im Gegensatz zu anderen Wacholderarten nicht eingesenkt sind.
Juniperus deltoides ist zweihäusig getrenntgeschlechtig (diözisch). Die kugelförmigen Zapfen reifen im zweiten Jahr und färben sich während des Reifeprozesses von grün bis zu braun-gelb. Ausgereift sind sie dunkelrot und enthalten normalerweise drei Samen.

## Vorkommen und Ökologie
Juniperus deltoides ersetzt die nach aktuellem Forschungsstand westmediterrane Juniperus oxycedrus, zu der sie früher gestellt wurde, im östlichen Mittelmeergebiet. Sie kommt in Italien, auf der Balkanhalbinsel, auf Kreta und Zypern, in der Türkei, in Syrien, dem Libanon und Israel und ostwärts bis zum Kaukasus und dem nordwestlichen Iran vor und ist unter anderem vergesellschaftet mit dem Stinkenden Wacholder anzutreffen.
Juniperus deltoides ist Wirtspflanze von Arceuthobium oxycedri.

## Systematik
Juniperus deltoides wird in der Sektion Juniperus geführt; diese Sektion wird in manchen Quellen auch als Untergattung bewertet.
Das Typus-Exemplar wurde am 22. Mai 2001 14 km östlich von Arachova in der griechischen Präfektur Böotien in 420 m Seehöhe von Robert P. Adams gesammelt.
Juniperus deltoides unterscheidet sich von Juniperus oxycedrus durch die Nadeln, die am Grund kaum verschmälert sind und auf ihrer Oberseite nicht eingesenkte Wachsbänder besitzen, sowie durch die etwas abstehenden Spitzen der Zapfenschuppen und den pyramidenförmigen Kronenumriss. Allerdings konnten in einer biometrischen Untersuchung zwar statistische Unterschiede zwischen west- und ostmediterranen Populationen festgestellt werden, doch waren die morphologischen Unterschiede so gering, dass eine taxonomische Abtrennung nicht befürwortet wurde. Bei Juniperus deltoides handelt es sich um eine sogenannte kryptische Art, deren molekulargenetische und phytochemische Differenzierung klarer ausgeprägt ist als die morphologische, anhand derer sie kaum von der verwandten Juniperus oxycedrus zu unterscheiden ist. 2009 wurde die Einstufung als Unterart Juniperus oxycedrus subsp. deltoides (R.P. Adams) N.G.Passal. vorgeschlagen.

### Varietäten
Man kann folgende Varietäten unterscheiden:
- Juniperus deltoides var. deltoides
- Juniperus deltoides var. spilinana (Yalt., Eliçin & Terzioglu) Terzioglu: Diese Varietät wurde in der westlichen Türkei 2007 erstbeschrieben als Juniperus oxycedrus var. spilinana Yalt., Eliçin & Terzioglu. Sie wird seit 2010 als Varietät von Juniperus deltoides angesehen.[5]